# حجاج آريس
Les Pèlerins d'Arès حجاج  آريس هي حركة روحانية جديدة أسست سنة 1974 من طرف ميشال بوتاي ٠ تمت تسمية الحركة على اسم بلدة آريس في جيروند، فرنسا حيث تلقى ميشال بوتي الوحي عبر المسيح ثم الله.
انطلاقا من هذه الأحداث نشر بوتيه كتابا «وحي آرس» وبناء على تعاليمه نظم الحج بدءا من سنة 1978 . منذ ذلك الحين تم إنشاء نحو ستين جمعية مرتبطة بهذه الدعوة في أكثر من عشرين مدينة.
حجاج آريس يعتبرون أنفسهم مؤمنين أحرارا غير تابعين لأي كنيسة أو سلطة دينية وغير مؤسسين لأي دين جديد٠ غير أنهم يعترفون بجميع الرسالات السماوية السابقة بما فيها الرسالة المحمدية ٠ بالنسبة لهم المحبة، الصفح، نشر السلام، الذكاء الروحي والتحرر من كل حكم مسبق على الناس له الأسبقية على الإيمان٠

## أصل حجاج آريس
وفقًا لروايته الذاتية، وُلد ميشيل بوتاي (المعروف أيضًا باسم الأخ ميشيل)  في عام 1929 في سورسنز، بالقرب من باريس. درس الفيزياء وعمل مهندسا في البداية عام 1955، ثم مدير مصنع وحدات نقل الحرارة للصناعات الكيماوية من 1958 إلى 1965 في باريس ثم في ليون. وُلِد في عائلة ماركسية، وصوت للحزب الشيوعي حتى عام 1988. في أوائل الستينيات، بدأ يشك في موضوعية وحقائق الماركسية، وقرر أن يأخذ إجازة ويشرع في البحث الفلسفي في مختلف المجالات.
كان مهتمًا لفترة من الوقت في علم الباطنية، حيث أسس ممارسته الخاصة على أساس نظريات علماء التنجيم من نهاية القرن التاسع عشر. وعلى القوى السرية للإنسان، في إشارة إلى التجارب التخاطرية التي أجرتها البحرية الأمريكية. افتتح في ليون، تحت اسم مايكل بيركلي، مركز معالج نفسي حيث مارس الاستبصار والمغناطيسية العلاجية والتحريك الذهني.
تزوج في بورج عام 1968 من كريستيان نجاريت، ومن هذا الزواج ولدت ثلاث بنات، نينا (1969) وآن (1970) وسارة (1975).
تحول إلى الإيمان المسيحي بالانضمام إلى الكنيسة الأرثوذكسية. في عام 1971 انضم إلى الكنيسة الحية القريبة من اتحاد الجمهوريات الاشتراكية السوفياتية. رُسم كاهنًا من قبل هذه الجماعة، ثم كرس أسقفًا لأبرشية مرسلة. حاول التقارب مع الكنائس الهامشية الأخرى. في عام 1973، تخلى عن الكنيسة الحية برفضه الولاء لاتحاد الجمهوريات الاشتراكية السوفياتية. بعدها استقر ميشيل بوتاي في آريس وأطلق عليه السكان المحليون اسم «البابا»، لسمعته كمعالج.
أراد الوصول إلى المسيحية  الأصلية بمزج مرجعياته الأرثوذوكسية بالمرجعيات الشرقية.
يصف كتاب وحي آريس حدثين خارقين مرّ بهما ميشيل بوتاي: 39 أو 40 ظهورًا ليسوع من 15 إلى 13 يناير 1974 و 5 ظهورات (مظاهر مباشرة للخالق) من 2 إلى22 أكتوبر 1977 ويروي بالكامل الرسائل التي التي تلقاها ميشيل بوتاي عبر هذه التجليات.
في 1974 طبع  بوتاي ونشر بنفسه «الإنجيل المُعطى في آريس» (دور النشر رفضت نشر الكتاب)، ثم نشر «الكتاب» وهو الجزء الثاني من الوحي في 1978، ثم الجزأين في طبعة جامعة للمرة الأولى في 1983.
بعد نشر الكتاب تقاطر القراء على عين المكان من عدة أنحاء بدافع حب الإستطلاع للبعض وامتثالا للأمر الإلهي بالنسبة للمؤمنين الجدد فأطلق السكان المحليون اسم حجاج آريس على هؤلاء الزوار منذ عام 1975.
غادر ميشيل بوتاي الكنيسة وكرس نفسه للدعوة، وانتشرت حركة حجاج آريس تدريجياً في جميع أنحاء فرنسا وخارجها.

## وحيآريس
يتكون سفر وحي آريس من جزأين: الرسالة التي أعطاها السيد المسيح لميشيل بوتاي عام 1974 بعنوان الإنجيل المعطى في آريس (الطبعة الأولى 1974)، ثم الرسالة التي أعطاها إليه الله عام 1977 بعنوان الكتاب (الطبعة الأولى. 1978). يرتكز إيمان ورسالة حجاج آريس على هذا النص. منذ إصداره الأول الكامل، تم توزيع سفر وحي آريس في أكثر من 400000 نسخة (بالفرنسية).
يضع الكتاب ممارسة المحبة والتسامح والسلام والذكاء الروحي والحرية فوق قيم الحكومة والقانون ويفقد مفهوم «التكفير عن الذنب» معناه التقليدي للعقاب أو الندم ليأخذ معنى «الفرح في تغيير حياة المرء للخير» وإعادة خلق الذات من خلال الطيبة . يذكر وحي آريس أن الخلاص لا يعتمد على ما يؤمن به المرء، بل على الخير الذي يفعله: «الإنسان الذي يحب، ويغفر، ويهرب من الأكاذيب، ويحارب أحكامه المسبقة تجاه الآخرين، باختصار، الإنسان، سواء كان مؤمنًا أو غير مؤمن، الذي يصبح جيدًا أو تائبًا، يخلق روحه» (17 / 4-7 و XXXIX). يشجعنا الكتاب على تجاوز الأنظمة الدينية والسياسية وإرساء العدالة العالمية بما يتجاوز الاختلافات في المعتقدات. وفقًا لميشيل بوتاي، فإن الآية المركزية في وحي آريس هي «الحقيقة هي أن العالم يجب أن يتغير» (28/7).
خطاب الجزء الأول «الإنجيل المعطى في آريس»، بالفرنسية المعتادة، يُنسب إلى يسوع الذي ظهر في جسده المتجلي لميشيل بوتاي وأملى عليه إنجيلاً كاملاً في حوالي أربعين جلسة ليلية خلال فترة 14 يناير 1974 إلى 13 أبريل 1974 .
الجزء الثاني «الكتاب»، مخصص لخطاب «عصا من نور يخرج منها صوت الخالق» في ليالي 2، 9,19 أكتوبر، ثم 9 و22 نوفمبر 1977، قدمه ميشيل بوتاي على أنه خطاب «المناهضة».و وصف لغته بأنها «جوهرية» لأنها تخلو من أي حيلة أدبية.
كانت هذه الأحداث الليلية بشكل منهجي، تتم دائمًا بدون شهود، ويشرح ميشيل بوتاي عدم قدرته على إيقاظ أفراد عائلته بكونهم في تلك الأثناء في حالة سبات تام.
يقول ميشيل بوتاي إنه آمن لبعض الوقت بتلقي الوحي بصفة شخصية، لكنه سرعان ما أدرك مسؤوليته كرسول. «من المحتمل أن يكون جميع حجاج آريس وحتى جميع الطيبين رسلا محتملين...» (ميشيل بوتاي). «الأخ ميشال لم يضع نفسه في المركز وتجنب التبجيل باعتباره النبي الذي سيكون ختم الوحي الإلهي.»
عدد لا بأس به من المؤمنين من المسلمين والبروتستانت والكاثوليك واليهود، تبنو هذه الرسالة بالكامل كحالة ذهنية، واتجاه يقين، وليس كدين. لا يُقصد من وحي آريس أن يكون دينًا بمعنى إيمان وعبادة تحكمها مؤسسة.

## الإيمان والممارسات الروحية

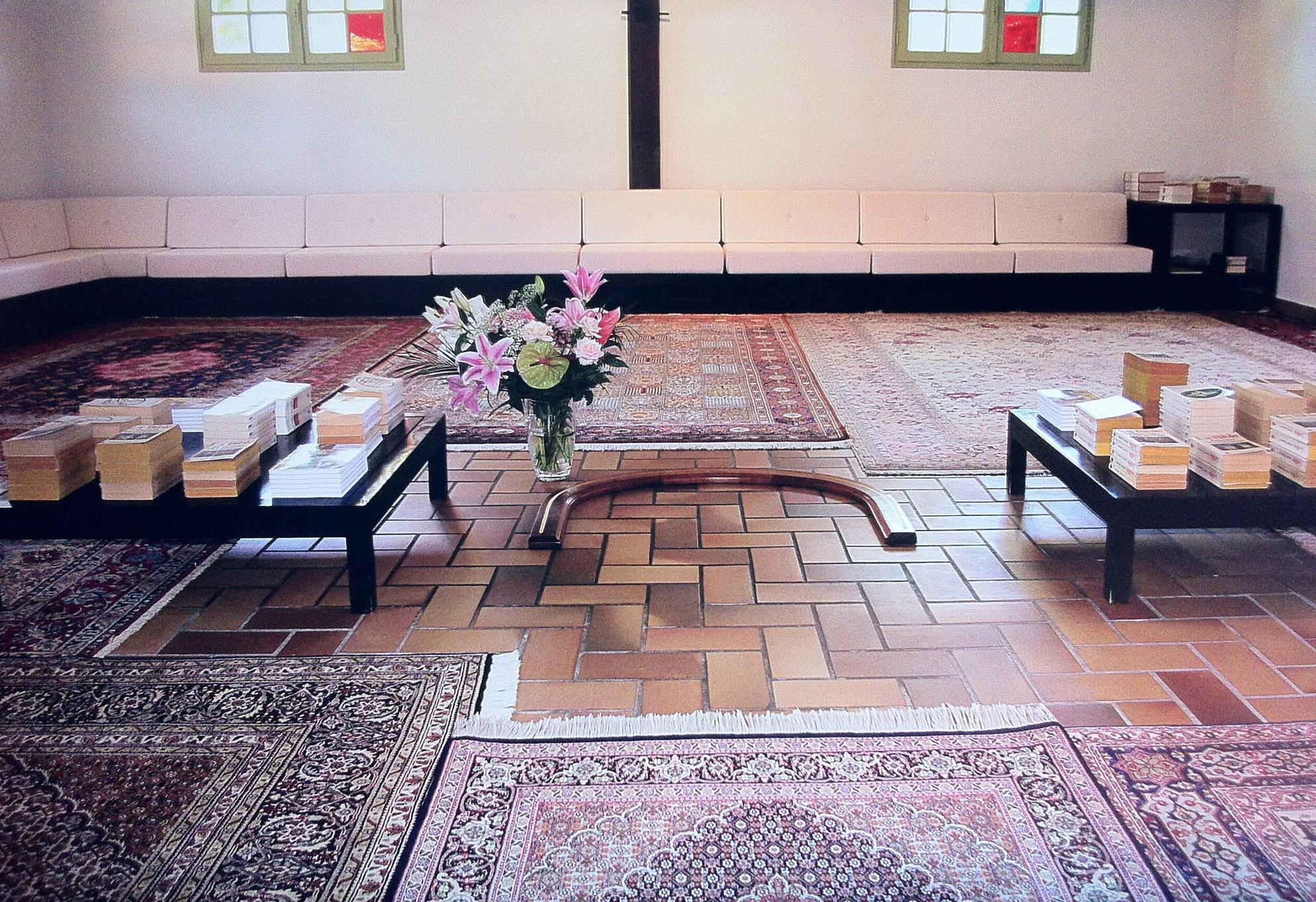
مصلى حجاج آريس.

### مبدأ
قدم جان فرانسوا ماير حركة حجاج آريس باعتبارها توحيدًا مرتبطًا بـ " خط التقليد الإبراهيمي ". يؤمن أتباعها بالكتب المقدسة التوراتية والقرآنية. إيمانهم متأثر بالإسلام، والقرآن يعتبر أحدث وحي إلهي من بين الكتب التوحيدية التي سبقت نزول آريس . من ناحية أخرى، فإنهم يشكون في صحة بعض أسفار الكتاب المقدس ويرفضون إنجيل يوحنا. كما أنهم يرفضون مفهوم الثالوث المسيحي و بنوة الله في يسوع: " لم يخلص دم يسوع على الصليب أحداً؛ كان الصليب فقط أداة الجريمة؛ فكرة أن الأب المحب سيعذب رجلاً حتى الموت ليكون لطيفًا مع الرجال الآخرين هي فكرة سخيفة وثنية. وحده تطبيق الكلمة التي نقلها يسوع وجميع الأنبياء يخلص. ينقذ الإنسان نفسه من خلال العمل الديناميكي الخلاق لتغيير حياته والعالم نحو الخير وهو ما يدعمه الرب تلقائيًا، يرفضون القديسين "أولئك الذين  يٌصَلون للموتى هم موتى " ويؤمنون بالقيامة.
يرى حجاج آريس أن التعاليم الإلهية يتم تسليمها للبشر على مراحل: النبي / الرسول يُبعث من الله لتذكير الناس بالكلمة الإلهية، ولتصحيح تفسير الوحي السابق، وإتمام تعاليمهم. يرى الحجاج أن وحي آريس هو أحدث نسخة من الكلمات التي وجهها الله للبشرية، وميشيل بوتاي هو النبي الحالي. في وقت مبكر جدًا، في جزء الإنجيل ، تمت الإشارة إلى أن وحيًا آخر مماثل قد حدث في الماضي: " أردت أن أتحدث عبر آخرين بأعداد كبيرة لكنهم هربوا؛ خائفين، لم يتمكنوا من مغادرة العالم، وتمييز أنفسهم عن العالم، والذهاب إلى محكمتي لمخاطبته باسمي، خوفًا من غير المؤمنين والمستهزئين. . . (الإنجيل 2 / 16-18). يطلب وحي آريس إعادة بدء "المسيحية البسيطة والحقيقية" المتمثلة في الموعظة على الجبل (متى الفصول 5 إلى 7)، حيث أنه وفقًا لذلك، لم يتم تطبيق تعاليم يسوع هذه على نطاق اجتماعي. هذه المسيحية "النقية" - خارج أي ديانة - هي حسب رأي حجاج آريس: الإحياء الديناميكي والدائم للخير في النفس وفي المجتمع.
يرفض المؤمن أي نظام للخضوع، بما في ذلك الهياكل الكنسية والأنظمة السياسية، المسماة على التوالي «الملك الأبيض»، وهو مصطلح يشير إلى أي سلطة دينية، و«الملك الأسود»، نظيره العلماني (مدني، مالي، ثقافي، أيديولوجي). يُنظر إلى هذين الكيانين على أنهما أعداء للفرد:«لا خير مطلق بدون حرية مطلقة». يعرّف ميشيل بوتاي حجاج آريس بأنهم «فوضى التائبين». وفقًا لمعتقدات حجاج آريس، فإن آدم ليس فردًا بل مجموعة من البشر. عدن (أو المملكة التي تكلم عنها يسوع) ليست منطقة جغرافية، لكن تجلي الحياة في الجنة التي تخلى آدم عنها، مفضلاً العالم الحالي، الذي يوفر سعادة سريعة الزوال، على حساب الشر والمعاناة والموت.
بالنسبة إلى حجاج آريس، فإن الروح ليست فطرية، فهي تكتسب خلال الحياة وتنمو وفقًا للأفعال، وتضر بها الخطيئة أو تدمرها كما تقويها الفضيلة وتعزز نموها .
في العقيدة الأريسية، العيش في «التوبة» هي فكرة مركزية، على الرغم من أنها لا تأخذ معنى الندم والعقاب الذاتي. حسب رأيهم، فهو يتألف من الالتزام بالمبادئ والفضائل، في فعل الخير بجهد من الإرادة، في تغيير الذات بشكل فردي من أجل المشاركة في تغيير العالم . لذلك حتى الإلحاد يعدُّ أفضل من الإيمان «الضار».

### الطقوس والممارسات
هناك حديث عن الطقوس في وحي آريس، لكن بالنسبة لحجاج آريس، لا توجد طقوس إلزامية. الطقوس الوحيدة الأكثر شيوعًا هي صلاة رب الكون ، وهي نسخة مصححة من أبانا المسيحي، تُنطق ثلاث مرات في اليوم ومرة في الليل. تُؤدى هذه الصلاة باتجاه آريس، التي تعتبر قِبلة جديدة بعد القدس . حاولت الحركة تطوير طقوس خاصة بالحجاج، لكن انتشارها داخل الحركة واجه مقاومة شديدة، باستثناء الحصاد ، الذي لا يعد طقسًا بالمعنى الدقيق للكلمة.

#### الحصاد
يشير الحصاد إلى عمل التبشير لنشر رسالة آريس . وفقًا لـ Les Pèlerins d'Arès ، فإن عمل الحصاد هو تشجيع البشر الآخرين على خلق أنفسهم صالحين من أجل جعل الخير معديًا، بناءً على خطاب يسوع بشكل خاص. " لا أحد ينقذ نفسه دون الرغبة في إنقاذ الآخرين ” . التبشير هو نشاط أساسي لحجاج آريس. يشكل حصاد التائبين ، أو الحصاد ، وهي كلمة تعني في سفر وحي آريس الدعوة وتبليغ الرسالة ، الممارسة الروحية الأكثر نشاطًا وانتشارًا، المعترف بها كأولوية. يمكن أن يتم ذلك بطرق مختلفة مثل أغنية (مجموعة موسيقى الفانك الفرنسية عشائر التقوى الخ)، أو من خلال الفن. (الصورة والتشابه، بيتر وروزي - نيوزيلندا وما إلى ذلك)، غالبًا ما يتم ذلك عن طريق محادثة بسيطة من فرد إلى آخر. والسبب الذي تم الاستشهاد به هو أن الإيمان الذي ولّده وحي آريس يجد اكتماله في نقل الدعوة التي أطلقها الله. وهكذا يعيد الحجاج تذكير البشر بوجوب تغيير حياتهم للأفضل وأنه من خلال تراكم التغييرات الشخصية، سيتغير العالم بطريقته الخاصة..

## تنظيم الحركة وحجمها
إن وحي آريس والنبي ميشال بوتاي هما مركز الحركة. تنشر جمعية النشر الدولي لوحي آريس (ADIRA)  سفر وحي آريس .
وفقًا لتقديرات خارجية مختلفة، فإن الحركة لها أهميتها «بين 500 و 2 000 متابع»  أو«5 000 عضو»  ينشط الحجاج عبر بعثات في ألمانيا وبلجيكا (لييج) وفرنسا وبريطانيا العظمى والمجر وأيرلندا وبولندا وروسيا وسويسرا (جنيف، نوشاتيل، زيورخ). بدأت الحركة الأريزية في التوسع خارج أوروبا، مع أعضاء في إفريقيا وأستراليا ونيوزيلندا وأمريكا (الولايات المتحدة وكندا).

### حج آريس
منذ عام 1974 ، يتألف حج آريس من الذهاب إلى بيت الكلمة المقدسة ، مكان الظهورات، للصلاة هناك والحصول على«النار» ، تعزيزًا لإيمان المرء . وهي عبارة عن ترتيل بصوت منخفض مقتطفات من الكتب المقدسة: الكتاب المقدس والقرآن ووحي آريس، الحج تنظمه جمعية L'Œuvre du Pèlerinage d'Arès  ، يتم كل عام في الصيف لمدة ستة أسابيع.
للوصول إليه، يطرح حاج آريس الموجود في الاستقبال ثلاثة أسئلة على الشخص الجديد الذي يدخل للصلاة:
- " هل تؤمن أن الكتاب المقدس والقرآن ووحي آريس من عند الله ؟"
- «هل تحب كل البشر ؟»
- «هل تغفر الأذية؟»

يمكنه بعد ذلك دخول بيت الكلمة المقدسة ، ويخلع حذائه ويلبس سترة بيضاء. قبل دخول المصلى يسجد الجميع لتقبيل الأرض.
وفقًا لميشيل بوتاي، فإن حج آريس خاص. سوف يلغي كل ما استخدمته الأديان في محجاتها العديدة على الأرض. بحسبه، " الحياة الروحية، و التوبة ، والحج ليست أفعالًا تتم جنبًا إلى جنب مع الحياة اليومية. إنها الحياة اليومية لحاج آريس. إن الحياة الروحية ليست كالدين شيئًا ينشأ من الفكر بل هي ببساطة الحياة. وبالتالي فإن حج آريس سيكون مفتوحًا لجميع البشر، من جميع المعتقدات. مكان للتفكير أو الصلاة. إنه حج إلى أعماق النفس، بحث عن الحاجة إلى الحب، والتسامح، وصنع السلام، والتحرر من العالم الخارجي، ولكن ليس الحج إلى الآثار المعجزة.". حتى لو ، حسب ميشيل بوتاي ، «تحدث المعجزات أحيانًا في آريس كما هو الحال في أي مكان في العالم ، فهي ناتجة عن الإشعاع المفيد والترويحي لأشخاص صالحين يتركزون في هذا المكان.»
من ناحية أخرى ، فإن بيت الوحي هو المكان الذي قيل أن يسوع ظهر فيه عام 1974. منذ حوالي عشر سنوات ، أثناء الحج ، نُظِّمت مؤتمرات وعروض ، وبعثات عامة وعروض أفلام هناك.

### التمويل
يتم تمويل الحركة من تبرعات حجاج آريس ، نصف عشور، (5 ٪ من دخلهم)، تدفع مباشرة إلى ميشيل بوتاي. وهو حسب الحركة اختياري ويترك لضمير الجميع. يعلن ميشيل بوتاي بعد ذلك توزيع التبرعات  بين صيانة مباني مكان الحج في أريس ، والتوزيع العالمي لكتاب La Révélation d'Arès والمباني الإقليمية لحجاج آريس.
مكتوب في وحي آريس : «من يحصل على مائة قيمة يعطيك خمسة»(34/6) . هناك «نصف العشر» لمساعدة ميشيل بوتاي ماديًا في مهمته العالمية المتمثلة في تعليم حجاج آريس وجمعهم. يترك الأخ ميشال إخوته متحررين من احترامهم لرسالته التي لا تعمل إلا من خلال مواهبهم. وبالتالي ، فإن نصف العشر ليس مساهمة مالية إلزامية ولا يشترط العضوية في الحركة. يمكن أيضًا تقديمها في شكل سلع أو خدمات.
تعمل معظم الجمعيات والجمعيات المحلية لحجاج Arès Pilgrims أيضًا على مساهمات مجانية لتمويل احتياجات أنشطتهم (الإيجارات والرسوم لأماكن الاستقبال والملصقات والإمدادات المختلفة وما إلى ذلك) وتنفيذ المهمة التي كلفوا بها بأنفسهم.

## انظر كذلك

### فهرس

#### كتب ميشيل بوتاي
- Potay, Frère Michel (2009). La Révélation d'Arès (بالفرنسية). Arès, France: Maison de la Révélation. p. 160. ISBN:978-2-9700584-1-0. RDA2009. Archived from the original (broché) on 2022-10-27. Attention ! L'URL du blog n'est plus http://freesoulblog.net, mais http://michelpotayblog.net
- Potay، Frère Michel (1984). La Révélation d'Arès intégrale. Arès, France: Maison de la Révélation. ص. 350. ISBN:2-901821-00-6. {{استشهاد بكتاب}}: |format= بحاجة لـ |url= (مساعدة)قالب:Commentaire biblio
- Frère Michel Potay (1995). The Revelation of Arès (بالإنجليزية). Arès, France: Maison de la Révélation. p. 777. ISBN:2-901821-07-3. OCLC:36797899. RDA1995. {{استشهاد بكتاب}}: |format= بحاجة لـ |url= (help)
- Potay، Michel (2001). "Mon histoire". Site web personnel de Michel Potay: Un pasteur pas comme les autres. Monhistoire. مؤرشف من الأصل في 2022-10-27. اطلع عليه بتاريخ 2007-12-24. {{استشهاد ويب}}: استعمال الخط المائل أو الغليظ غير مسموح: |موقع= (مساعدة) والوسيط غير المعروف |شهر= تم تجاهله يقترح استخدام |تاريخ= (مساعدة)
- Potay، Frère Michel (1989). Et ce que tu auras écrit. Le pèlerin d'Arès. Arès, France: Maison de la Révélation. ص. 370. ISBN:2-901821-04-9. PDA89. {{استشهاد بكتاب}}: |format= بحاجة لـ |url= (مساعدة)
- Potay، Frère Michel (1991–1992). Et ce que tu auras écrit. Le pèlerin d'Arès. Arès, France: Maison de la Révélation. ISBN:978-2-901821-06-9. PDA91-92. {{استشهاد بكتاب}}: |format= بحاجة لـ |url= (مساعدة)صيانة الاستشهاد: تنسيق التاريخ (link)